# Просперо Фернандес Ореамуно
Хуан Прімітіво Просперо Фернандес Ореамуно (ісп. Juan Primitivo Próspero Fernández Oreamuno; 18 липня 1834 — 12 березня 1885) — костариканський політик, одинадцятий президент Коста-Рики.

## Біографія
Народився в Сан-Хосе у родині Мануель Хосе Фернандес Чакон, голови держави 1835 року, й Долорес Ореамуно Муньйос. Його сестра Пасифіка Фернандес Ореамуно була дружиною Хосе Марії Кастро Мадріса, президента Коста-Рики у 1847—1849 та 1866—1868 роках. 25 грудня 1861 року Фернандес одружився з сестрою президента Томас Ґвардії Ґутьєрреса Крістіною. Від того шлюбу народились двоє дітей — Мануель і Пасифіка. Остання вийшла заміж за Бернардо Сото Альфаро, президента Коста-Рики у 1885—1890 роках.
Здобув ступінь бакалавра філософії в Університете Сан-Карлос у Гватемалі. 1853 року повернувся до рідного міста для проходження обов'язкової військової служби. 1854 року отримав звання піхотного лейтенанта, а наступного року вирушив до Нікарагуа з експедиційною армією, що билась із загонами авантюриста Вільяма Вокера. З того походу Фернандес повернувся у званні дивізійного генерала й упродовж кількох років був військовим командиром провінції Алахуела, а 1881 року став головнокомандувачем сил Республіки.
Фернандес брав участь у військовому перевороті 1870 року, в результаті якого до влади прийшов Бруно Карранса. За часів врядування свого шурина Ґвардії, Фернандес обіймав посаду командувача військ провінції Алахуела й отримав звання генерал-майора.
За результатами президентських виборів, що відбулись у липні 1882 року, Фернандеса обрали Президентом Республіки терміном на 4 роки.
За адміністрації Фернандеса було підписано кілька важливих міжнародних угод, видано Військовий кодекс 1884 року (частково було скасовано 1885), ухвалено ліберальні закони 1884 року, що заборонили релігійні ордени та конфіскували частину церковної власності.
Найвпливовішою людиною в державі на той момент залишався колишній президент Хосе Марія Кастро Мадріс.
12 березня 1885 року Фернандес раптово помер у місті Алахуела, коли країна готувалась до війни з Гватемалою, чий президент Хосе Рейна Барріос оголосив про своє рішення відновити Центральноамериканський союз. На посаді президента Фернандеса тимчасово замінив Бернардо Сото Альфаро, який невдовзі одружився з його дочкою Пасифікою та був офіційно обраний головою держави. Разом з Томасом Ґвардією Ґутьєрресом Фернандес є одним з двох президентів в історії Коста-Рики, хто помер під час перебування на посаді.